# In vivo
in vivo（イン・ビボ）とは、「生体内で」を意味する用語であり、学術論文などにもしばしば登場する。由来はラテン語。
in vivoでの実験は各種の条件が人為的にコントロールされていない条件という意味でもあり、このため in vitro と区別される。具体的には細胞内での反応などがこれにあたる。
生化学や分子生物学などで反応が生体内で起きていることを、対義語である in vitro と対比するためにこの表現が用いられることが多い（例：試験管内における実験では～の結果になり、生体内の～という現象と一致する）。
in vivo と in vitro との区別は研究分野によって多少異なる。個体あるいはその組織・臓器を対象としている生理学などでは、個体を扱えば in vivo、それから取り出した組織等を扱えば in vitro となる。一方細胞以下のミクロな対象を扱う細胞生物学や分子生物学では、培養した細胞を扱えば in vivo 、細胞から取り出した細胞内器官や物質（DNAや蛋白質）を扱えば in vitro ということが多い。つまりどのレベルを「生きている」と見るかの違いである。